# Myrcianthes leucoxyla

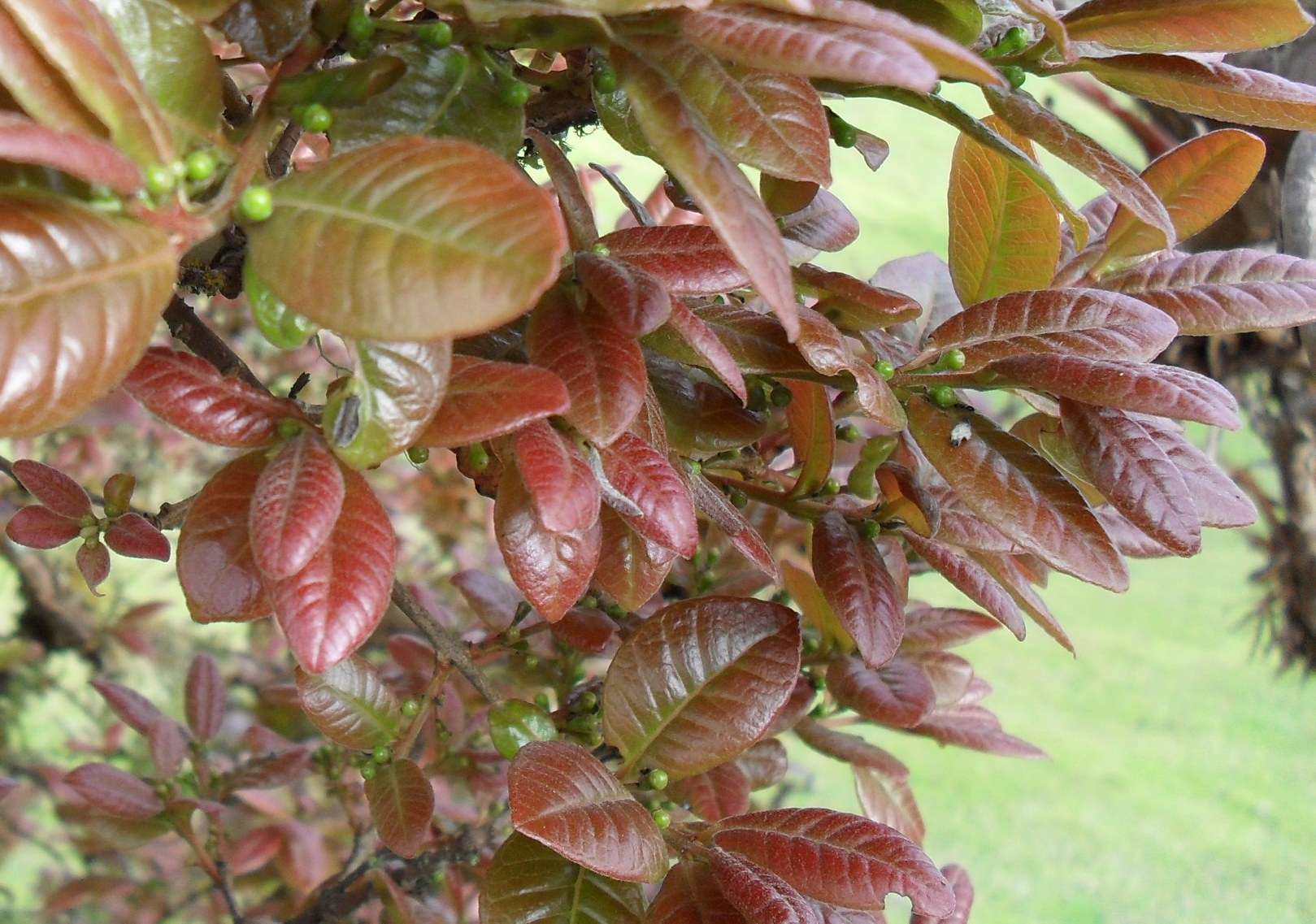
Hojas y frutos inmaduros de Myrcianthes leucoxyla.

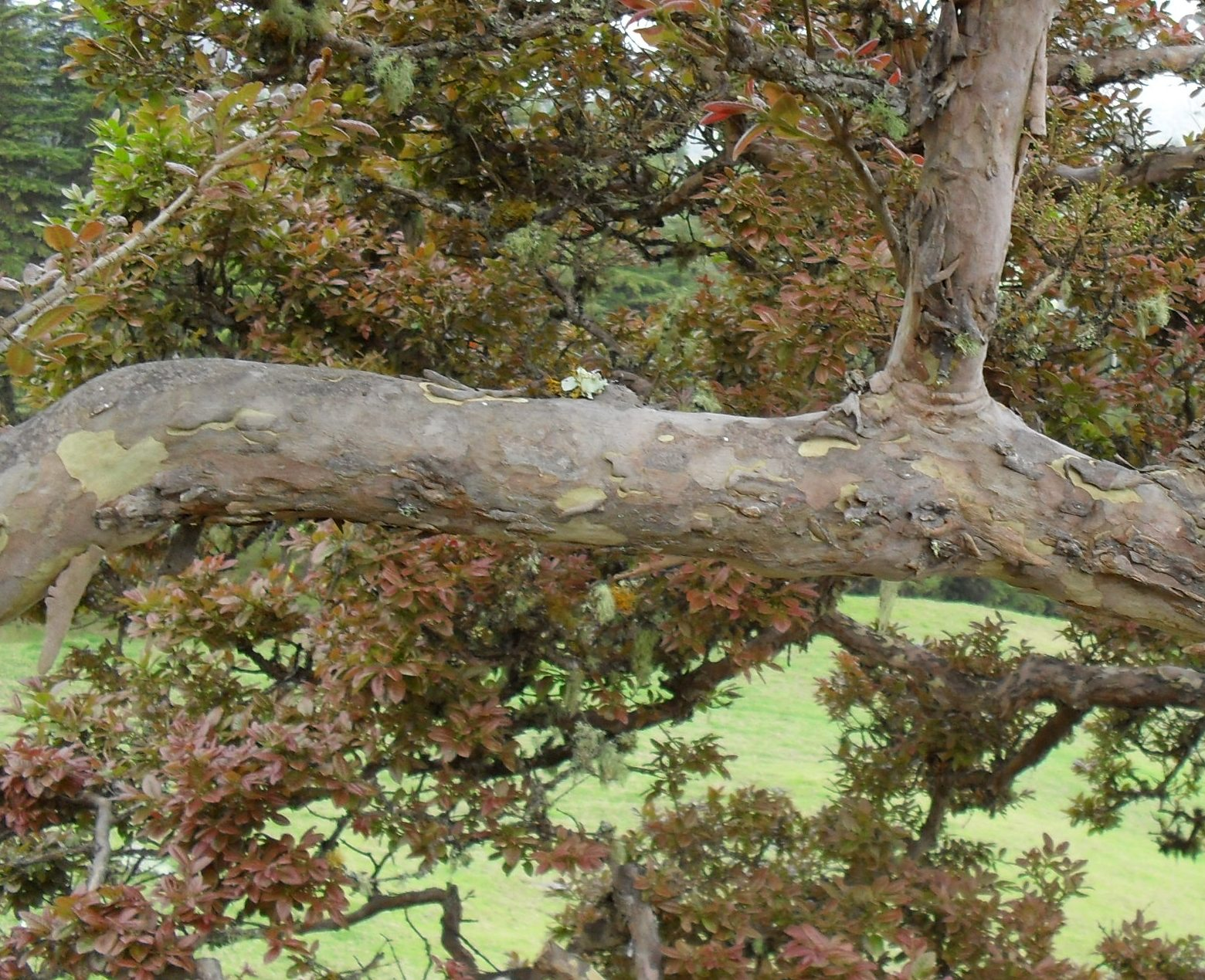
Corteza delgada y exfoliada característica de Myrcianthes leucoxyla.

Myrcianthes leucoxyla llamado  arrayán o  guayabo de Castilla es una especie de planta de la familia Myrtaceae y el género Myrcianthes. Se distribuye en la región andina de Colombia y Venezuela, en alturas de 2200 a 3100 m s. n. m.

## Descripción
El arrayán crece entre 6 y 16 metros de altura tiene la copa de forma redondeada, con ramas densas, retorcidas, angulares y en ocasionas nudosas. Es una planta perennifolia; el tallo exhibe una corteza de color rojizo-parduzca que se desprende en tiras pequeñas; las hojas son opuestas, de textura similar al cuero, lisas, anchas, de forma elíptica, resinosas, aromáticas, con nervaduras salientes en ambas caras pero predominando en la inferior; tienen una longitud de 2 a 5 cm. Las flores son de color blanco-amarillento. Sin embargo, las hojas de ambientes húmedos y poca luminosidad pueden ser diferentes, siendo lanceoladas, estrechas y largas de 5 a 7 cm. El fruto es grande de forma redonda, verde cuando al inicio y rojo-pálido o amarillo crema cuando madura; el fruto presenta una sola semilla de forma redondeada.
Se le encuentra cerca de otras especies como Myrica parvifolia, Weinmannia tomentosa y Prunus buxifolia. Los arrayanes atraen muchos comensales durante la época de floración, los árboles cubiertos de un manto de flores blancas hospedan enjambres de abejas y moscas que se alimentan y polinizan; posteriormente brotan los frutos que son comestibles y tienen un sabor «aromático» característico. Estos sirven de alimento a las aves, que incluyen a las mirlas (Turdus fuscater) y el pinchaflor (Diglossa cyanea).

## Distribución y hábitat
La especie crece en la Región Andina de Colombia, Ecuador y Venezuela en alturas que varían entre los 2200 a 3100 m s. n. m. El arrayán es una especie de crecimiento lento, se ubica en suelos fértiles y bien drenados, requiere sitios bien iluminados para prosperar adecuadamente, aunque se desarrolla bien en ambientes nublados, como los bosques de niebla principalmente en cañadas.

## Usos
Fruto comestible. Esta especie se puede utilizar haciendo parte de cercas vivas y se le planta cerca a los cauces de quebradas y ríos con el fin de proporcionar sombra. Se acostumbra a utilizar su hojas para aliviar dolores de muelas masticándolas y sus frutos se utilizar para alimentar aves en cautiverio, según el Jardín Botánico José Celestino Mutis de Bogotá.
Por su tamaño relativamente pequeño, su copa densa y el olor aromático, se utiliza como planta ornamental lo que en parte ha contribuido a su conservación luego de  las destrucción de los bosques nativos en su área de distribución.
También se le ha usado para detener los focos de erosión y el mantenimiento de nacimientos y cursos de agua.

## Sinonimia
- Myrtus leucoxyla Ortega, Nov. Pl. Descr. Dec.: 129 (1800).
- Myrtus foliosa Kunth in F.W.H.von Humboldt, A.J.A.Bonpland & C.S.Kunth, Nov. Gen. Sp. 6: 134 (1823).
- Eugenia foliosa (Kunth) DC., Prodr. 3: 277 (1828).
- Amyrsia foliosa (Kunth) Raf., Sylva Tellur.: 106 (1838).
- Myrcianthes foliosa (Kunth) McVaugh, Publ. Field Mus. Nat. Hist., Bot. Ser. 13(4): 758 (1958).[7]